# Трьохріч'є (Міждуріченський міський округ)
Трьохрі́ч'є (рос. Трёхречье) — селище у складі Міждуріченського міського округу Кемеровської області, Росія.

## Населення
Населення — 115 осіб (2010; 96 у 2002).
Національний склад (станом на 2002 рік):
- шорці — 99 %